# S325 Kronborg
Kronborg, der er en svensk U-båd af Näcken-klassen, blev af Søværnet leaset fra Svenska marinen i 2001.
Da de danske politikere havde besluttet, at Søværnet skulle afvikle ubådsvåbnet i Danmark efter 95 års tjeneste, blev Kronborg i 2004 leveret tilbage til Sverige.